# Żandarm w Nowym Jorku
Żandarm w Nowym Jorku (fr. Le Gendarme à New York) – francuska komedia z 1965, z Louisem de Funèsem w roli głównej. Część druga serii o żandarmie.

## Fabuła
Załoga posterunku Francuskiej Żandarmerii Narodowej udaje się na światowy zjazd policyjny do Nowego Jorku. Tym samym statkiem, co Cruchot, Gerber, Fougasse i inni, płynie także córka Cruchota, Nicole, której ojciec zabronił podróży do Stanów. Nicole poznaje w podróży przystojnego włoskiego żandarma.

## Obsada
- Louis de Funès jako st. wachm. Ludovic Cruchot
- Geneviève Grad jako Nicole Cruchot
- Michel Galabru jako chor. Jérôme Gerber
- Jean Lefebvre jako żand. Lucien Fougasse
- Christian Marin jako żand. Albert Merlot
- Guy Grosso jako żand. Tricard
- Michel Modo jako żand. Berlicot
- France Rumilly jako siostra Clotilde

### Ekipa
- Reżyser: Jean Girault
- Scenarzysta: Jean Girault
- Scenarzysta: Richard Balducci
- Muzyka: Raymond Lefèvre i Paul Mauriat
- Zdjęcia: Marc Fossard
- Scenografia: Sydney Bettex

W 2016 w budynku, w którym nagrywane było pięć pierwszych filmów z serii, otwarte zostało Muzeum Żandarmerii i Kina.